# Iota Pavonis
Iota Pavonis (17 Pavonis) é uma estrela na direção da constelação de Pavo. Possui uma ascensão reta de 18h 10m 26.26s e uma declinação de −62° 00′ 10.0″. Sua magnitude aparente é igual a 5.47. Considerando sua distância de 58 anos-luz em relação à Terra, sua magnitude absoluta é igual a 0.05. Pertence à classe espectral G0V.